# Madarahalli, Shrirangapattana
Madarahalli là một làng thuộc tehsil Shrirangapattana, huyện Mandya, bang Karnataka, Ấn Độ.